# Vidlatá Seč
Vidlatá Seč är en ort i Tjeckien.   Den ligger i regionen Pardubice, i den centrala delen av landet, 130 km öster om huvudstaden Prag. Vidlatá Seč ligger 436 meter över havet och antalet invånare är 295.
Terrängen runt Vidlatá Seč är platt åt nordost, men åt sydväst är den kuperad. Runt Vidlatá Seč är det tätbefolkat, med 266 invånare per kvadratkilometer. Närmaste större samhälle är Česká Třebová, 18,7 km öster om Vidlatá Seč. Trakten runt Vidlatá Seč består till största delen av jordbruksmark.